# حيدر بن محمد بن نعيم السمرقندي
الشيخ أبو أحمد حيدر بن محمد بن نعيم السمرقندي هو رجل دين شيعي ومن رواة الأحاديث عندهم. كان من أبرز تلامذة محمد بن مسعود العياشي صاحب التفسير ومن الرواة عنه. وعلماء الشيعة على توثيقه، فممن أثنى عليه: ابن المطهر الحلي،(1) والنمازي الشاهرودي.(2)

## مصنفاته
- تنبيه عالم قتله علمه الذي معه.[3]

## الهوامش
- 1 - أثنى الحلي على السمرقندي في خلاصة الأقوال فقال: ”عالم جليل القدر، ثقة فاضل، من غلمان محمد بن مسعود العياشي، يكنى أبا احمد، يروي جميع مصنفات الشيعة وأصولهم“.[1]
- 2 - ذكره النمازي الشاهرودي في مستدركات علم رجال الحديث قائلاً عنه: ”ثقة جليل“.[2]

### كتب
- مستدركات علم رجال الحديث. علي النمازي الشاهرودي، طبع طهران - إيران، 1415 هـ، منشورات مطبعة حيدري.
- الذريعة إلى تصانيف الشيعة. آغا بزرگ الطهراني، طبع بيروت - لبنان، تاريخ الطبع مفقود، منشورات دار الأضواء.

### إشارات مرجعية
1. 1 2  
الحلي، ابن المطهر. خلاصة الأقوال. ص. 127. مؤرشف من الأصل في 2018-05-09.
2. 1 2  
النمازي الشاهرودي، علي. مستدركات علم رجال الحديث - ج8. ص. 99. مؤرشف من الأصل في 2019-12-16.
3. ↑  
الطهراني، آغا بزرگ. الذريعة إلى تصانيف الشيعة - ج4. ص. 443. مؤرشف من الأصل في 2019-12-15.